# 苏瓦松花瓶
苏瓦松花瓶（法語：Vase de Soissons）是一个具有宗教意义的花瓶，其事半有传奇色彩。花瓶材质大约非为陶器，而以贵金属或硬石雕刻为之（虽然实际上材料仍不得而知），存放于古典时代晚期苏瓦松王国一座主教座堂中。此花瓶之存在与命运见于高卢罗马史家及主教都尔的额我略（约538年－594年）的记述中。额我略记录此花瓶之时据传其被毁已超过一个世纪之久，故其事究竟为传说或史实难于考辨，或不可考。

## 苏瓦松花瓶的命运

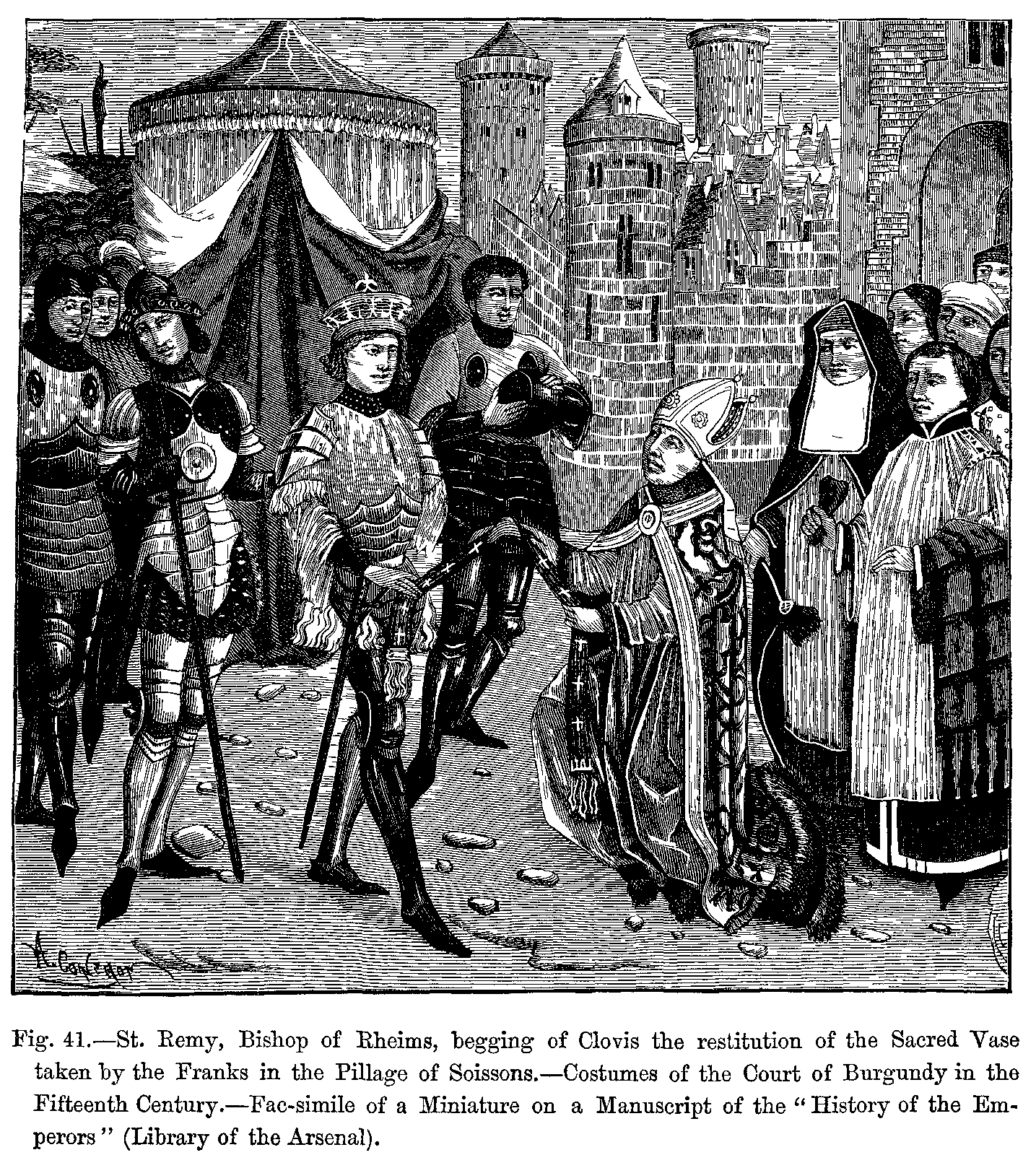
一幅十五世纪的细密画，画中兰斯主教圣雷米吉乌斯正请求克洛维归还花瓶

据额我略的记载，此花瓶体量非凡，美丽异常，而在486年苏瓦松之战后的劫掠中从教堂内与其他具有宗教性的饰物一道遭窃。战役胜利一方由法兰克人国王克洛维一世领导，其当时尚未改信基督教。
兰斯主教遣使至克洛维处，请求道若教堂中其他器皿都不能复归，至少归还此花瓶。克洛维允诺，即向部众要求将花瓶作为其个人合法的战利品。众人皆称是，唯有一战士反对，以战斧砸碎花瓶，其宣称“除了你自己抽中的那份东西以外，这只瓶子你一点也拿不到手”。起初克洛维对此并无反应，将碎花瓶交与主教。然而一年后克洛维又见此战士，即寻事而拿过此人战斧掷于地上。战士躬身拾斧之时克洛维以其自带斧头劈碎战士颅骨，言称「就像你在苏瓦松对花瓶做的一样！」

## 在法国文化中的使用
此事在法兰西第三共和国时期而直至1960年代都是法国初等学校历史手册中的主课内容。其中按额我略所记克洛维的名句常改写成更吸引人的「记住苏瓦松的花瓶！」（法語：Souviens-toi du vase de Soissons!）

### 文内引注
1. ↑  Bruno Krusch, Monumenta Germaniae Historica, Scriptores Rerum Merovingicarum, I / 1, p. 72, translated by Louis Halphen (Paris, 1963, reprinted several times); another translation in Tessier, Georges, Le Baptême de Clovis – Paris, 1964 (new edition 1996), p. 52
2. 1 2  Gregory of Tours. . Medieval Sourcebook. Fordham University.   [2021-10-03]. （原始内容存档于2014-08-14）.
3. ↑  都尔主教格雷戈里. . 由寿纪瑜; 戚国淦翻译. 北京: 商务印书馆. 1981: 85.
4. ↑  陈文海. . 北京: 人民出版社. 2014: 第39页. ISBN 978-7-01-012784-2.
5. ↑  . GRANDSOISSONS.   [2021-10-31]. （原始内容存档于2019-06-26）.
6. ↑  . Passion-Historie.net.   [2021-10-31]. （原始内容存档于2021-10-03）.